# 橫口矮長頜魚
橫口矮長頜魚，為輻鰭魚綱骨舌魚目象鼻魚科的其中一種，分布於非洲剛果河流域，體長可達17公分。